# Кир'янділь
Кирьянділь — 14-й король Гондору та третій король, що носив титул «Морського Короля».

## Біографія
Кирьянділь народився в сім'ї Еарніля, сина принца Гондору, ще за часів правління свого діда Таркиріана.
Кирьянділь вступив на престол після загибелі батька в морі в 936 році. Він продовжив справу батька — будівництво потужного флоту Гондору.
В 1015 році з Харада на захоплений гондорцями Умбар напали харадрім, котрих вели чорні нуменорці. В битві при Харадвайті Кирьянділь загинув, але Умбар ворогам захопити не вдалося, оскільки його захищав флот Гондору.
Після Кирьянділя трон Гондора успадковував його син Кирьяхер, що помстився за батька в 1050 році та зняв облогу з Умбара.

## Етимологія
З мови квенья ім'я Кирьянділь перекладається як «Той, хто любить кораблі».